# Valerio Rómulo

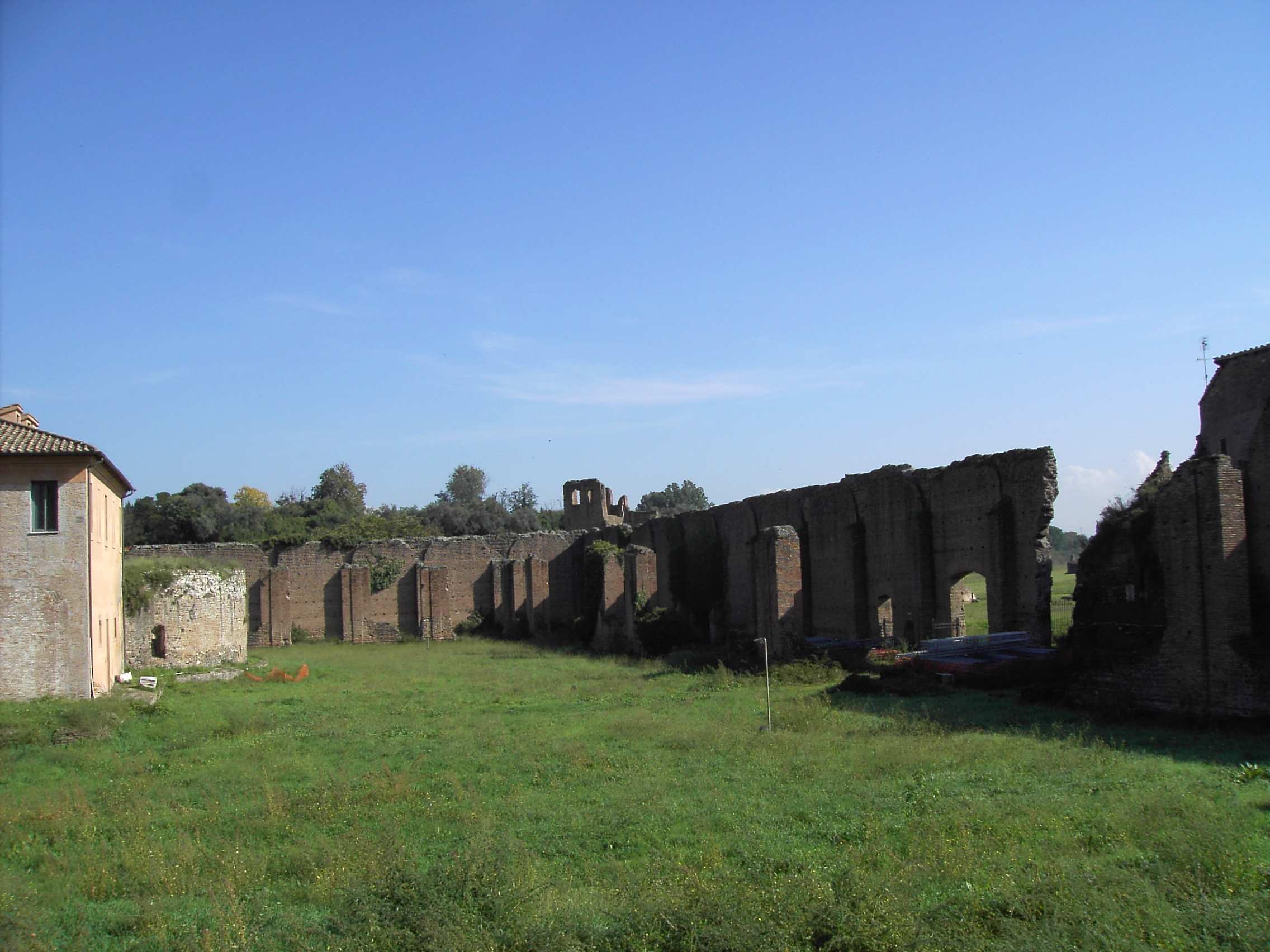
Tumba de Valerio Rómulo en la Via Appia.

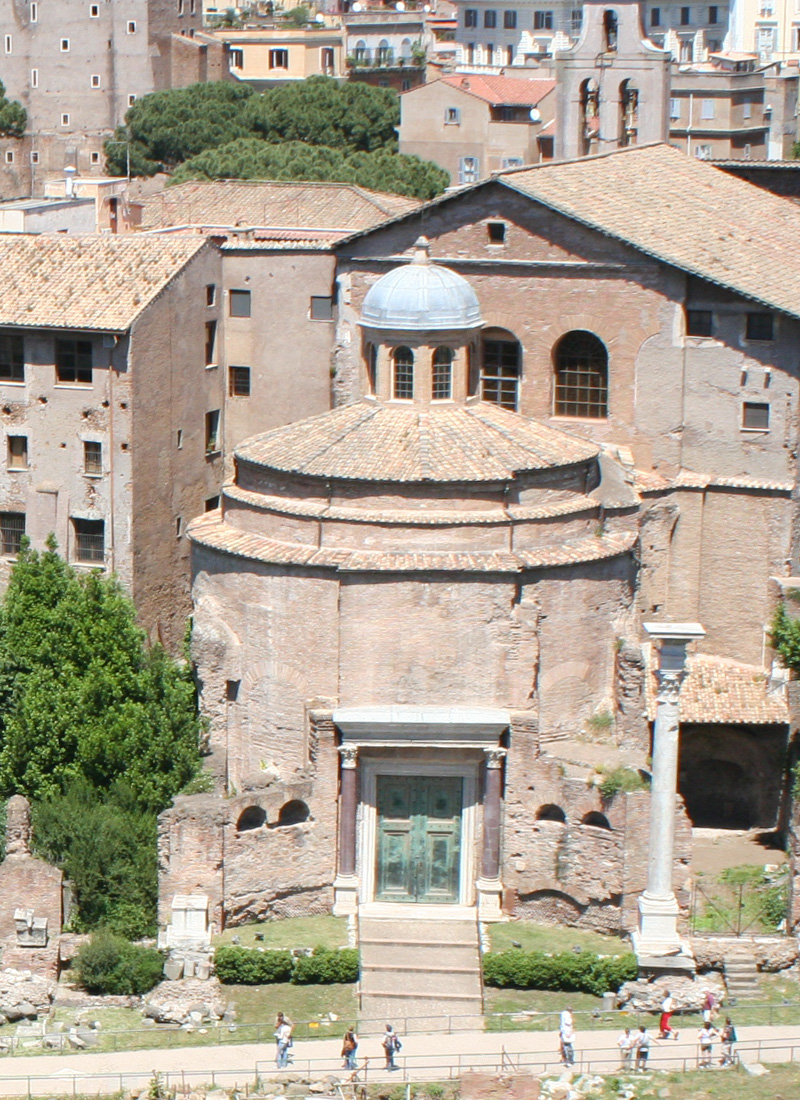
Templo de Rómulo en el Foro Romano.

Valerio Rómulo,  o también Marco Aurelio Rómulo (en latín, Valerius Romulus o Marcus Aurelius Romulus; c. 292/295 – 309) fue hijo del César y más tarde usurpador Majencio y de Valeria Maximila, hija del emperador Galerio. 

## Biografía
En 308 y en 309, fue nombrado clarissimus puer (niño admitido en el Senado) y nobilissimus vir (personaje muy noble). Es nombrado cónsul por su padre en esos mismos años. El hecho de que Majencio fuera el único cónsul en el año 310 sugiere que Valerio debió morir en 309. 
Rómulo fue enterrado en la residencia imperial de su padre, en la Via Appia, y su grandiosa tumba fue diseñada como un mausoleo dinástico. A su muerte, fue deificado y su padre le dedicó el Templo del divo Rómulo en el Foro romano. Después de la derrota de Majencio, el templo fue dedicado a Constantino por decreto del senado. 
El nombre de Rómulo no había sido elegido de manera indiferente por Majencio, sino que de esa manera pretendía exaltar sus vínculos con la capital del imperio para aumentar su prestigio ante sus competidores políticos.